# گول‌گولا
گولگولا (گرجی: გულგულა) یک روستا در شهرداری تلاوی در گرجستان است. این روستا در نزدیکی رود آلازانی واقع شده است.

## مردم
| سرشماری | جمعیت |
| ------- | ----- |
| ۲۰۰۲    | ۱۲۵۲  |
| ۲۰۱۴    | ۱۱۰۸  |